# Attacco a Darkover
Attacco a Darkover (Traitor's Sun, 1999) è un romanzo ambientato sul pianeta Darkover, a metà fra la fantascienza e il fantasy, scritto da Marion Zimmer Bradley e pubblicato per la prima volta in Italia nel 1998 da Longanesi.
È l'ultimo dei romanzi del Ciclo di Darkover pubblicato mentre l'autrice era ancora in vita.

## Storia editoriale
Il romanzo fu scritto da Marion Zimmer Bradley con la collaborazione di Adrienne Martine-Barnes, che tuttavia non è accreditata come coautrice. Attacco a Darkover, assieme a La sfida degli Alton e La matrice ombra forma una trilogia di romanzi interna alla saga.
La particolarità di questa trilogia è che, per la prima volta nella storia della Saga di Darkover, viene a mancare il "canone darkovano" e cioè l'indipendenza di ogni volume dal quello precedente o quello successivo. In questo caso, infatti, i tre romanzi sono fortememte legati fra loro come una trilogia tradizionale, e bisogna per questo seguirne l'ordine di lettura per comprendere nella loro completezza i fatti narrati.
Altra particolarità di questo volume, è che esistono due versioni di questo romanzo. La prima versione, quella pubblicata anche in Italia, rispecchia la pubblicazione americana in edizione cartonata, dove è presente il rito funebre di Regis Hastur celebrato da un gruppo di Sacerdoti di Hastur. Scena che nella successiva versione economica statunitense è stata poi rivista e modificata senza questa particolare confraternita.

## Trama
È la fine di un'era. La Federazione Terrestre sta cambiando e annettendo a sé sempre più sistemi stellari e pianeti con la forza. Il partito degli Estremisti ha preso il potere e con pugno di ferro li costringe al suo volere senza più remore e concessioni.
Darkover è uno di questi pianeti, rimasto sempre un "protettorato" e mai confluito per davvero nella Federazione, ora deve decidersi a farlo: anche con la forza se necessario. Ma il reggente di Darkover, Regist Hastur non è d'accordo e con lui buona parte del Consiglio dei Comyn. Sono passati quindici anni dagli eventi narrati ne La matrice ombra e Mikhail Lanart-Hastur e Marguerida Alton hanno potuto coronare il loro sogno, hanno una famiglia, e il loro primogenito, Domenic Hastur-Alton , è destinato a diventare Reggente di Darkover. Ma nubi minacciose si addensano all'orizzonte, e quando Regis Hastur muore improvvisamente Mikhail e Marguerida si ritrovano a dover gestire una situazione impossibile.
La Federazione preme e si prepara a un attacco contro Darkover, il Concilio dei Comyn è spezzato e pronto a ribaltare il nuovo Reggente e consorte, mentre il popolo di Darkover, stanco dei soprusi e della tirannia sia dei nobili che dei terrestri, si sta per sollevare come non era mai accaduto nei duemila anni precedenti.

## Edizioni
- Marion Zimmer Bradley, Attacco a Darkover, traduzione di Maria Cristina Pietri, Longanesi, 2004,  pp. 524, cap. 26, ISBN 88-304-1955-9.